# Андроник Родосский
Андро́ник Родо́сский (др.-греч. Ανδρόνικος; fl. ок. 60 г. до н. э.) — древнегреческий философ из Родоса, одиннадцатый глава школы перипатетиков.
Андроник был главой школы перипатетиков в Риме около 58 г. до н. э. и, по свидетельству Плутарха, особенно интересовался историей философии. Ученик Тираниона. Андроник опубликовал в новой редакции труды Аристотеля и Теофраста, которые прежде находились в библиотеке афинянина Апелликона и в 87 году до н. э. были привезены в Рим Суллой (взявшим Афины штурмом в рамках войны с Митридатом Понтийским).
Издание Аристотеля под редакцией Андроника стало основой для всех последующих переизданий, и, вероятно, благодаря ему были сохранены для потомков многие труды Аристотеля.
Андроник написал сочинение об Аристотеле, пятая книга которого содержит полную библиографию философа, и также комментарии к Физике, Этике и Категориям, но эти сочинения не сохранились.